# Schreineria geniculata
Schreineria geniculata là một loài tò vò trong họ Ichneumonidae.